# E671 (európai út)
Az E671 számú  európai út Romániában a Partium nyugati részén halad keresztül észak - dél irányba. Temesvárt köti össze Aradon és Nagyváradon keresztül Szatmárnémetivel. Teljes hossza 303 km.

## Főbb városok, amelyeken áthalad
- Temesvár
- Arad
- Nagyszalonta
- Nagyvárad
- Székelyhíd
- Érmihályfalva
- Nagykároly
- Szatmárnémeti